# Trimmis
Trimmis (rm. Termin) – miejscowość i gmina w Szwajcarii, w kantonie Gryzonia, w regionie Landquart. Pod względem powierzchni jest największą gminą w regionie. 1 stycznia 2008 do gminy przyłączono gminę Says.

## Demografia
W Trimmis mieszka 3391 osób. W 2020 roku 11,7% populacji gminy stanowiły osoby urodzone poza Szwajcarią. 

## Transport
Przez teren gminy przebiegają autostrada A13 oraz drogi główne nr 3 i nr 13.